# Kevin Debaty
Kevin Debaty (Luik, 12 juni 1989) is een Belgische doelman. Hij komt sinds 2018 uit voor Waasland-Beveren, dat zijn contract aan het einde van het transfermercato zomer 2019 ontbond. Hij tekende een nieuw contract bij RFC Luik.